# 151 Abundancija
151 Abundancija (mednarodno ime 151 Abundantia) je velik asteroid tipa S v glavnem asteroidnem pasu. 

## Odkritje
Asteroid je odkril avstrijski astronom Johann Palisa (1848 – 1925) 1. novembra 1875 .
Poimenovan je po Abundanciji, boginji sreče iz rimske mitologije. Ime asteroida je verjetno tudi povezano s povečanim  številom odkritih asteroidov v tistem času.

## Lastnosti
Asteroid Abundancija obkroži Sonce v 4,17 letih. Njegova tirnica ima izsrednost 0,035, nagnjena pa je za 0,937° proti ekliptiki. Njegov premer je 45,37 km, okoli svoje osi pa se zavrti v 9,864 h .